# Your Song Saved My Life
Singles de U2
Ahimsa
(2019) Atomic City
(2023)
Clip vidéo
Your Song Saved My Life de U2, sur Youtube
Your Song Saved My Life est une chanson pop rock du groupe de rock irlandais U2, sortie en single le 3 novembre 2021. Elle a été écrite pour être la bande originale de la comédie musicale animée Sing 2 sorti en 2021. Dans ce film d'animation, Bono, le chanteur et leader du groupe, apparaît en tant que doubleur.

## Arrière-plan
Premier morceau original de U2 depuis 2019, la chanson est décrite par Bono comme étant autobiographique : « Il y a une partie de moi qui mourrait sans cette forme d'expression, parce que quelqu'un a dit en tant qu'interprète, l'insécurité est votre meilleure sécurité. Tout grand artiste manque de quelque chose. » La source d'inspiration importante pour le morceau est la liste des 60 chansons qui m'ont sauvé la vie (60 Songs That Saved My Life) compilée par Bono lui-même pour son 60e anniversaire.
Pour Rolling Stone, la chanson rappelle l'esprit des lettres publiées par le même magazine et écrites par Bono aux auteurs des soixante chansons qui ont changé sa vie.

## Sortie
Le 1er novembre 2021, la chanson est publiée pour la première fois sur la plateforme TikTok où le groupe vient d'inaugurer sa chaîne.

## Réception critique
Dans une critique de la chanson intitulée « "Your Song Saved My Life" de U2 est peut-être la pire chanson de l'année », Wren Graves du site Consequence of Sound qualifie la chanson de « treacly mess (fouillis sirupeux, doux gâchis) »." À l'inverse, Ed Power de The Irish Times déclare que la chanson « coche de nombreuses cases classiques de U2 en étant épique et très, très sincère ». De manière neutre, Chris Willman du magazine Variety écrit que « bien que la nouvelle chanson ne représente pas un énorme bond en avant dans le genre, les fans de U2 la reconnaîtront comme une rupture avec le style habituel du groupe, en commençant par un piano de style pop-gospel puis en progressant vers un accompagnement orchestral avant de terminer par un chœur de fausset, sans son de guitare ».
La chanson est sélectionnée dans la catégorie meilleure chanson originale lors de la 94e cérémonie des Oscars.

## Classements
| Classements (2021)                             | Position maximale |
| ---------------------------------------------- | ----------------- |
| Belgique (Ultratop 50 Singles, Wallonie)       | 41                |
| Pays-Bas (Nationale Airplay Top 50)            | 33                |
| USA Adult Alternative Airplay (en) (Billboard) | 34                |